# Guinea-Bissau ai Giochi olimpici
La Guinea-Bissau ha partecipato per la prima volta ai Giochi olimpici nel 1996.
Gli atleti guineensi non hanno mai vinto medaglie ai Giochi olimpici estivi, né hanno mai partecipato ai Giochi olimpici invernali.
Il Comitato Olimpico della Guinea-Bissau, creato nel 1992, venne riconosciuto dal CIO nel 1995.

## Medaglieri

### Medaglie ai Giochi olimpici estivi
| Giochi              | Oro | Argento | Bronzo | Totale |
| ------------------- | --- | ------- | ------ | ------ |
| Atlanta 1996        | 0   | 0       | 0      | 0      |
| Sydney 2000         | 0   | 0       | 0      | 0      |
| Atene 2004          | 0   | 0       | 0      | 0      |
| Pechino 2008        | 0   | 0       | 0      | 0      |
| Londra 2012         | 0   | 0       | 0      | 0      |
| Rio de Janeiro 2016 | 0   | 0       | 0      | 0      |
| Tokyo 2020          | 0   | 0       | 0      | 0      |
| Parigi 2024         | 0   | 0       | 0      | 0      |
| Totale              | 0   | 0       | 0      | 0      |